# Vlastislav
Vlastislav je staré mužské slovanské jméno. Skládá ze dvou částí. První vlast dříve neslo význam „moc“ a „vláda“, druhá část slav je „slavný“ či „významný“. Jméno svého nositele tedy označuje jako „slavného vládce“.
Svátek má 28. dubna. Příbuzným jménem jest Vlastibor to značí bojující za vlast.

## Statistické údaje
Následující tabulka uvádí četnost jména v ČR a pořadí mezi mužskými jmény ve srovnání dvou roků, pro které jsou dostupné údaje MV ČR – lze z ní tedy vysledovat trend v užívání tohoto jména:
| Rok       | Četnost    | Pořadí   |
| 1999      | 3963       | 93.      |
| 2002      | 3861       | 95.      |
| Porovnání | o 102 méně | o 2 hůře |
| 2006      | 3601       | 104.     |

Změna procentního zastoupení tohoto jména mezi žijícími muži v ČR (tj. procentní změna se započítáním celkového úbytku mužů v ČR za sledované tři roky 1999–2002) je −1,9%.

## Slavní nositelé tohoto jména
- Vlastislav, lucký kníže
- Vlastislav Andrš, český advokát
- Vlastislav Bříza, český podnikatel a majitel Koh-i-noor
- Vlastislav Hofman, český architekt, urbanista, teoretik architektury, malíř, grafik, designér a scénograf
- Vlastislav Kroupa, herec
- Vlastislav Mareček, český fotbalista a trenér
- Vlastislav Antonín Vipler, dirigent a hudební skladatel

## Ostatní
- Vlastislav – obec v Českém středohoří (okres Litoměřice)